# Thesium junceum
Thesium junceum är en sandelträdsväxtart som beskrevs av Johann Jakob Bernhardi och Johan Carl Krauss. Thesium junceum ingår i släktet spindelörter, och familjen sandelträdsväxter.

## Underarter
Arten delas in i följande underarter:
- T. j. mammosum
- T. j. plantagineum